# إيفان جونز (موسيقي)
إيفان جونز (بالإنجليزية: Evan Johns)‏ هو موسيقي أمريكي، ولد في 1955، وتوفي في 11 مارس 2017 في أوستن في الولايات المتحدة.

## وصلات خارجية
- إيفان جونز على موقع ميوزك برينز (الإنجليزية)
- إيفان جونز على موقع ديسكوغز (الإنجليزية)